# Bendorf

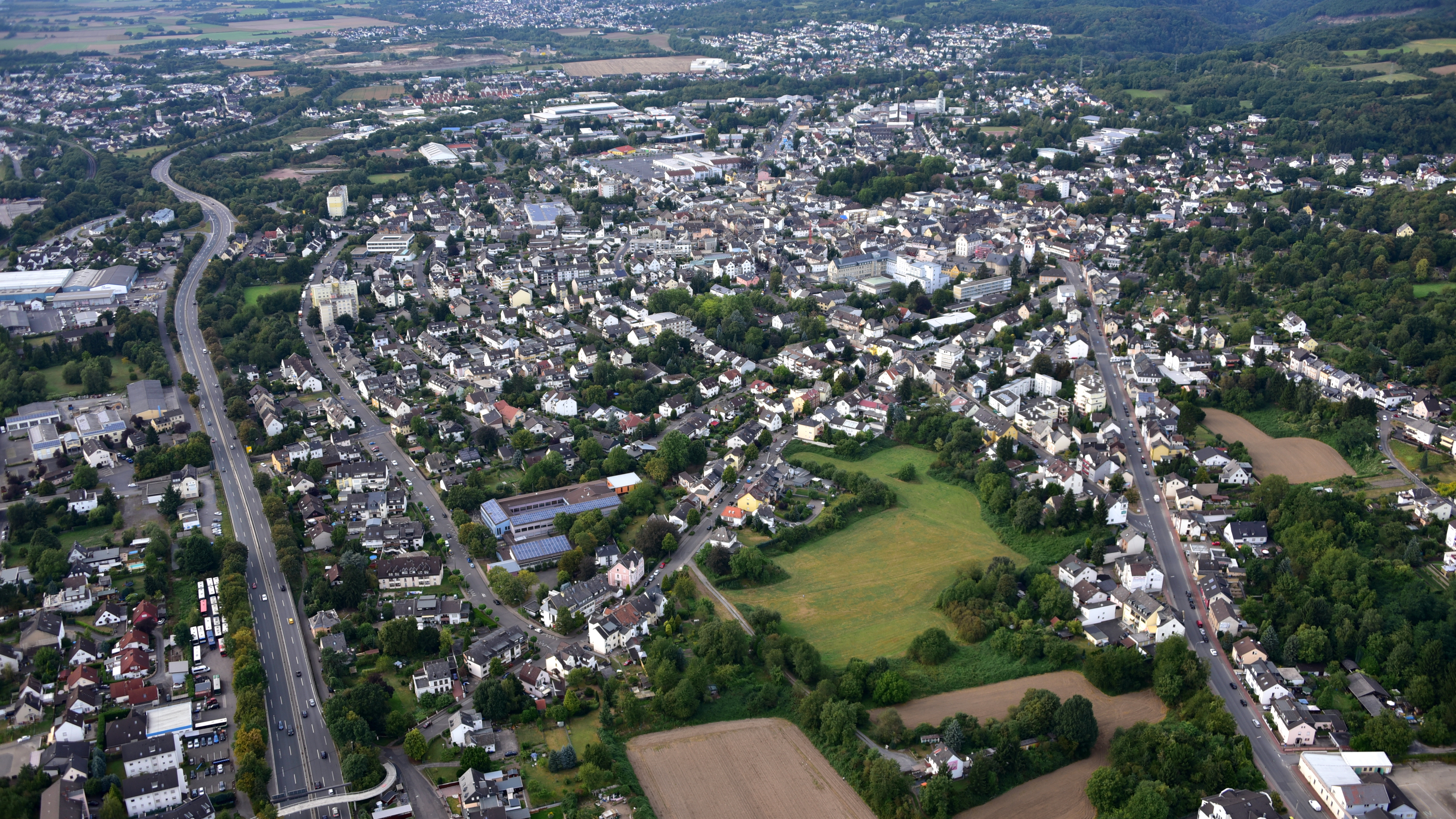
Bendorf, Luftaufnahme (2016)

Bendorf [ˈbɛndɔrf] ist eine verbandsfreie Stadt im Landkreis Mayen-Koblenz in Rheinland-Pfalz und liegt rechtsrheinisch zwischen Koblenz und Neuwied. Bendorf ist gemäß Landesplanung als Mittelzentrum ausgewiesen.
Bendorf liegt an der Deutschen Limes-Straße. Es befand sich dort das Kastell Bendorf am Obergermanischen Limes, von dem aber nichts mehr zu sehen ist.

## Geographie

### Stadtteile
Stadtteile von Bendorf sind Sayn, Mülhofen und Stromberg.
Weitere Gemeindeteile sind die Wohnplätze Albrechtshof, Meisenhof, Ziegelei, Sonnenhof und Hof Zwei Tannen.

### Klima
Der Jahresniederschlag beträgt 658 mm.
|                       | Jan | Feb | Mär | Apr | Mai | Jun | Jul | Aug | Sep | Okt | Nov | Dez |   |      |
| Mittl. Tagesmax. (°C) | 4   | 6   | 10  | 14  | 19  | 22  | 24  | 24  | 20  | 15  | 9   | 5   | ⌀ | 14,4 |
| Mittl. Tagesmin. (°C) | 0   | 0   | 2   | 5   | 9   | 12  | 14  | 14  | 11  | 8   | 3   | 1   | ⌀ | 6,6  |
|                       |     |     |     |     |     |     |     |     |     |     |     |     |   |      |
| Niederschlag (mm)     | 43  | 37  | 46  | 51  | 60  | 78  | 81  | 70  | 51  | 52  | 56  | 50  | Σ | 675  |
|                       |     |     |     |     |     |     |     |     |     |     |     |     |   |      |
| Sonnenstunden (h/d)   | 1,3 | 2,2 | 3,3 | 4,7 | 6,0 | 6,0 | 6,4 | 5,8 | 4,5 | 3,1 | 1,6 | 1,2 | ⌀ | 3,9  |
|                       |     |     |     |     |     |     |     |     |     |     |     |     |   |      |
| Regentage (d)         | 16  | 15  | 13  | 15  | 14  | 13  | 15  | 15  | 13  | 14  | 15  | 15  | Σ | 173  |
|                       |     |     |     |     |     |     |     |     |     |     |     |     |   |      |
| Luftfeuchtigkeit (%)  | 82  | 78  | 74  | 69  | 68  | 69  | 69  | 72  | 77  | 81  | 82  | 83  | ⌀ | 75,3 |

| 0 |

| 0 |

| 2 |

| 5 |

| 9 |

| 12 |

| 14 |

| 14 |

| 11 |

| 8 |

| 3 |

| 1 |

| 0 |

| 0 |

| 2 |

| 5 |

| 9 |

| 12 |

| 14 |

| 14 |

| 11 |

| 8 |

| 3 |

| 1 |

## Geschichte
Der Ortsname ist erstmals 1064 als Bethindorf genannt. Es liegt ein germanischer Personenname wie Bado oder Batto zugrunde. 1560 bekam Bendorf die Marktrechte verliehen.
Am 31. Juli 1743 ereignete sich die bis dahin schlimmste überlieferte Katastrophe in Bendorf:
Nachmittags gegen fünf Uhr entstand ein Großbrand im östlichen Teil der Gemeinde.
Nach einem Bericht des damaligen Amtsverwalters, Johann Anton Rhodius, an die Regierung in Altenkirchen, brach das Feuer in der Branntweinbrennerei des Hammerschmiedes Bartholomäus Syré in der Steinstraße aus. Nach einer anderen Version soll es im Forsthaus, das ebenfalls in der Steinstraße stand, zum Ausbruch gekommen sein.
Der Ort war umgeben von einer Stadtmauer, eng und unregelmäßig bebaut, die Hausdächer waren mit Stroh gedeckt. Der Brand vernichtete innerhalb von zwei Stunden 77 Wohnhäuser, 44 Scheunen, 61 Ställe und 24 Kelterhäuser. Mit insgesamt 206 Gebäuden fiel die ganze nördliche Ortshälfte den Flammen zum Opfer. 70 Familien (ca. 200–300 Menschen) verloren ihr Obdach und fast das gesamte Inventar, darunter das schon eingebrachte Heu und Getreide sowie 1700 Fässer mit Wein, damals die Haupteinnahmequelle der Bevölkerung. Lediglich das Vieh und alle Menschen konnten gerettet werden.
Die Bevölkerung Bendorfs lebte zum größten Teil von Landwirtschaft und Weinbau. Ein großer Teil der Bürger befand sich daher während des Brandes außerhalb der Stadttore auf den Feldern.
Am 1. Oktober 1928 wurde die Gemeinde Sayn mit dem Ortsteil Mülhofen wegen wirtschaftlicher Probleme eingemeindet. Während in Bendorf hauptsächlich der Dienstleistungssektor ansässig war, hatte Mülhofen mit den Bendorfer Eisenhütten den Weg einer industriellen Monokultur eingeschlagen. Unter anderem wegen der ungünstigen Lage zur Rohstoffbeschaffung gingen die Aufträge für die Hütten zurück. 1931 schloss der Haushalt der Gemeinde Bendorf mit einem Fehlbetrag von 476.551 Mark ab. Folglich kam es zu einer nie dagewesenen Massenarbeitslosigkeit. Im Winter 1931/32 und im folgenden Winter schalteten sich Wohlfahrtsverbände ein.
1934 bildete sich aus den Freiwilligen Feuerwehren Bendorf, Mülhofen und Sayn eine Amtswehr. Die Freiwillige Feuerwehr der Stadt Bendorf besteht heute aus den Löschzügen der Stadtteile Bendorf, Mülhofen, Sayn und Stromberg.
Am 16. März 1974 wurde die bis dahin selbstständige Gemeinde Stromberg nach Bendorf eingemeindet.

### Einwohnerstatistik
Die Entwicklung der Einwohnerzahl bezogen auf das heutige Stadtgebiet; die Werte von 1871 bis 1987 beruhen auf Volkszählungen:
| Bendorf: Einwohnerzahlen von 1774 bis 2023 | Bendorf: Einwohnerzahlen von 1774 bis 2023 | Bendorf: Einwohnerzahlen von 1774 bis 2023 | Bendorf: Einwohnerzahlen von 1774 bis 2023 | Bendorf: Einwohnerzahlen von 1774 bis 2023 |
| ------------------------------------------ | ------------------------------------------ | ------------------------------------------ | ------------------------------------------ | ------------------------------------------ |
| Jahr                                       |                                            |                                            |                                            | Einwohner                                  |
| 1774                                       | 1774                                       |                                            | 1.369                                      | 1.369                                      |
| 1787                                       | 1787                                       |                                            | 1.506                                      | 1.506                                      |
| 1815                                       | 1815                                       |                                            | 2.463                                      | 2.463                                      |
| 1835                                       | 1835                                       |                                            | 3.890                                      | 3.890                                      |
| 1871                                       | 1871                                       |                                            | 5.296                                      | 5.296                                      |
| 1880                                       | 1880                                       |                                            | 3.985                                      | 3.985                                      |
| 1905                                       | 1905                                       |                                            | 9.794                                      | 9.794                                      |
| 1925                                       | 1925                                       |                                            | 6.700                                      | 6.700                                      |
| 1939                                       | 1939                                       |                                            | 11.275                                     | 11.275                                     |
| 1950                                       | 1950                                       |                                            | 12.627                                     | 12.627                                     |
| 1961                                       | 1961                                       |                                            | 14.784                                     | 14.784                                     |
| 1970                                       | 1970                                       |                                            | 15.828                                     | 15.828                                     |
| 1987                                       | 1987                                       |                                            | 15.354                                     | 15.354                                     |
| 2005                                       | 2005                                       |                                            | 17.458                                     | 17.458                                     |
| 2017                                       | 2017                                       |                                            | 16.863                                     | 16.863                                     |
| 2023                                       | 2023                                       |                                            | 17.208                                     | 17.208                                     |
|                                            |                                            |                                            |                                            |                                            |

### Konfessionsstatistik
Mit Stand 30. Juni 2005 waren von den Einwohnern 54,0 % römisch-katholisch, 19,2 % evangelisch und 26,8 % waren konfessionslos oder gehörten einer anderen Glaubensgemeinschaft an. Der Anteil der (evangelischen und katholischen) Kirchenmitglieder an der Gesamtbevölkerung ist seitdem beträchtlich lgesunken. Mit Stand Juli 2025 waren von den Einwohnern 35,7 % katholisch, 14,0 % evangelisch und 50,3 % waren konfessionslos oder gehörten einer anderen Glaubensgemeinschaft an.

## Politik

### Stadtrat
Der Stadtrat in Bendorf besteht aus 32 ehrenamtlichen Ratsmitgliedern, die bei der Kommunalwahl am 9. Juni 2024 in einer personalisierten Verhältniswahl gewählt wurden, und dem hauptamtlichen Bürgermeister als Vorsitzendem.
Die Sitzverteilung im Stadtrat:
| 2024 | 9  | 11 | 3 | 2 | 7 | 32 Sitze |
| 2019 | 8  | 12 | 6 | 3 | 3 | 32 Sitze |
| 2014 | 11 | 15 | 3 | 1 | 2 | 32 Sitze |
| 2009 | 11 | 14 | – | 5 | 2 | 32 Sitze |
| 2004 | 10 | 17 | – | 2 | 3 | 32 Sitze |
| Anmerkungen: FWG = Freie Wählergruppe Bendorf e. V. (bis einschließlich Wahl 2019: Freie Wählergruppe Bendorf der Umweltalternative Mittelrhein e. V. (WUM)) |    |    |   |   |   |          |

### Bürgermeister
Christoph Mohr (SPD) wurde am 1. Januar 2021 Bürgermeister von Bendorf. Bei der Direktwahl am 27. September 2020 hatte er sich mit einem Stimmenanteil von 56,9 % gegen Sascha Schoblocher (CDU) durchgesetzt.
Mohrs Vorgänger war seit 2015 der Jurist Michael Kessler (CDU), welcher die Wahl am 15. Juni 2014 mit 54,6 % der Stimmen gewonnen hatte. Im Juni 2020 gab er überraschend bekannt, sein Amt aus gesundheitlichen Gründen zum Jahresende niederlegen zu wollen.
Kesslers Vorgänger war Michael Syré (CDU), der am 10. September 2006 mit 53,4 % der abgegebenen Stimmen gewählt worden war. Am 27. Juli 2011 hatte der Stadtrat mit einer ¾-Mehrheit beschlossen, ein Abwahlverfahren gem. § 55 Abs. 1 der rheinland-pfälzischen Gemeindeordnung gegen Bürgermeister Michael Syré einzuleiten. Am 25. September 2011 wurde dazu dann ein Bürgerentscheid durchgeführt, die Abwahl scheiterte aber aufgrund der zu geringen Stimmabgabe für die Abwahl. Für eine Abwahl hätten mehr als 30 Prozent der Wahlberechtigten, d. h. mindestens 3794 Bürger stimmen müssen. Am Bürgerentscheid hatten 34 % der Wahlberechtigten teilgenommen, von diesen hatten 65,4 % (2820 Bürger) für die Abwahl gestimmt.

### Wappen
| Wappen der Stadt Bendorf | Blasonierung: „In Blau über rotem Schild, darin ein herschauender, doppelschwänziger, blau bewehrter goldener (gelber) Löwe, wachsend der silbern (weiß) gekleidete Bischof St. Medardus mit golden (gelb) bordierter silberner (weißer) Mitra, in der Rechten ein rotes Buch im Goldschnitt, in der Linken ein abgewendeter goldener (gelber) Bischofsstab.“ |
| Wappen der Stadt Bendorf | Wappenbegründung: Das Wappen wurde 1946 vom rheinland-pfälzischen Innenminister genehmigt; 1939 wurde zunächst nur der Löwe über einer Stadtmauer im Wappen geführt. Es fußt auf zwei Schöffensiegel aus der zweiten Hälfte des 14. Jahrhunderts. Der Löwe entstammt dem Wappen der Grafen von Sayn, die im Mittelalter Grund- und Gerichtsherren und seit Mitte des 14. Jahrhunderts auch Vögte des Bendorfer Hofes der Abtei Maria Laach waren. Auf diese soll zugleich die Figur des Schutzpatrons St. Medard hindeuten. |

### Städtepartnerschaften

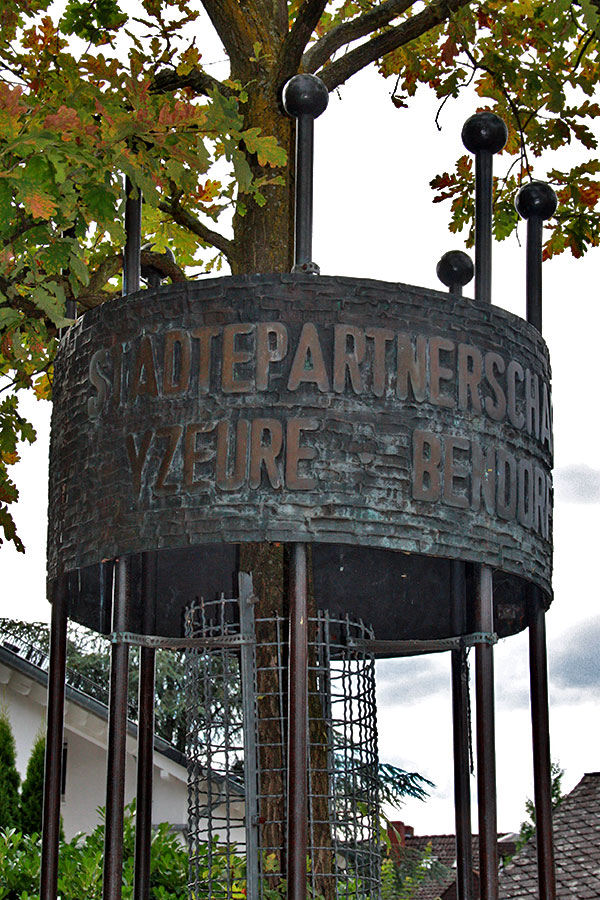
Denkmal am Yzeurer Platz zur Städtepartnerschaft

Bendorf unterhält seit 1986 eine Partnerschaft mit der französischen Stadt Yzeure in der Region Auvergne-Rhône-Alpes. In Bendorf zeugt der Yzeurer Platz von dieser Partnerschaft, in Yzeure der Place de Bendorf (Bendorfer Platz).

## Sehenswürdigkeiten, Kirchen und Kultur

### Evangelische Kirche

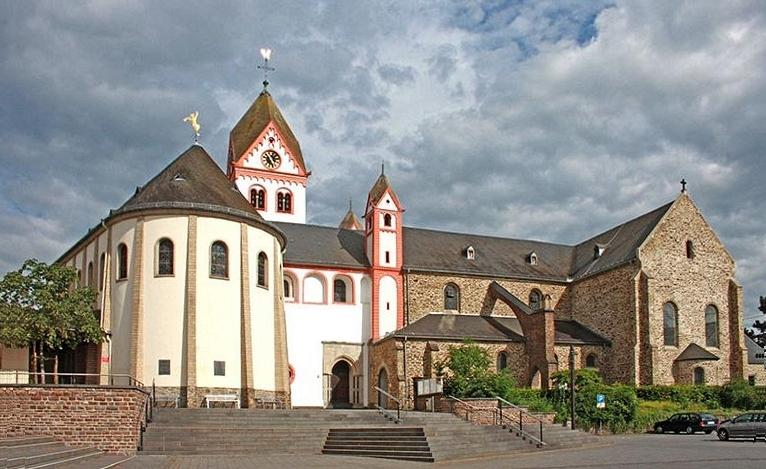
Die Medarduskirche in Bendorf 2012

Das ursprünglich St. Medardus geweihte Gotteshaus war eine dreischiffige, gewölbte Pfeilerbasilika, die 1944 größtenteils zerstört wurde. Nach dem Krieg wurden die noch erhaltenen Teile des Langhauses, der Westfassade und des nördlichen Seitenschiffes abgerissen. Von der alten Kirche stehen daher heute nur noch der Turm, die Chorapsis, das Chorquadrat sowie Teile der südlichen Langhauswand und des südlichen Seitenschiffs. Der Neubau von 1954 bis 1956 (von Wolfgang Mentzel), ein qualitätvoller und typischer Bau der Architektur der 1950er Jahre, war mit dem Altar nach Westen orientiert und integrierte die romanischen Reste. Mitte der 1990er Jahre orientierte die Gemeinde das Innere wieder nach Osten, indem der Altar aus dem Neubau in den romanischen Chor umgesetzt wurde. In der Apsis hat sich ein stark restauriertes Fresko des 13. Jahrhunderts erhalten (Christus als Weltenrichter mit den Evangelistensymbolen). Die ev. Kirche steht im rechten Winkel zur kath. Pfarrkirche St. Medardus, mit der sie eine bauliche Einheit bildet.

### Katholische Kirche
Katholische Pfarrkirche St. Medardus mit dem historischen Reichardsmünster. Die heutige Kirche wurde 1864–1867 von Hermann Nebel (Koblenz) anstelle eines Baus von 1790 als dreischiffige Basilika mit Querhaus in neoromanischen Formen errichtet. In der Apsis konnten 2008 Reste einer Bemalung (um 1870) freigelegt werden. Teil der kath. Pfarrkirche ist das sogenannte Reichardsmünster, das um 1230 an die beiden Ostjoche des südlichen Seitenschiffs und des Südturms der ev. Kirche angebaut wurde. Es handelt sich um eine Art Doppelkapelle mit zwei kleinen Südtürmen und bemerkenswerter Bauplastik. 1864/67 öffnete man die Südwand zur kath. Pfarrkirche und baute in das Innere die Orgelempore.
Hauptartikel: Medarduskirche (Bendorf) mit einem Carillon / Glockenspiel im Turm

### Weiteres
- Evangelischer Gemeindesaal, die ehemalige reformierte Kirche von 1775
- Haus Remy (Untere Vallendarer Straße 19) von 1747. Hier weilte Johann Wolfgang von Goethe auf seiner Rheinreise von Bad Ems nach Neuwied am 18. Juli 1774.
- Das Rheinische Eisenkunstguss-Museum zeigt neben anderen Exponaten die Geschichte des Bergbaus und Eisenhüttenwesens in Bendorf.

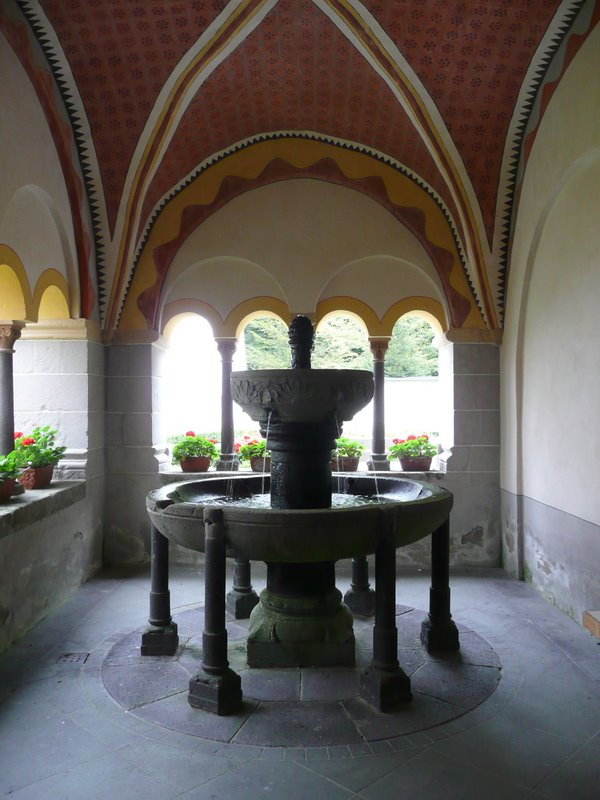
Brunnenhaus im Kreuzgang der Abtei

- Schloss Sayn im Stadtteil Sayn: repräsentativer neugotischer Umbau eines mittelalterlichen-barocken Adelssitzes um 1850.
- Burg Sayn im Stadtteil Sayn, eine zum Teil renovierte Burgruine aus dem 12. Jahrhundert.
- Ehemalige Prämonstratenserabtei Sayn: romanische Kirche mit gotischer Chorhalle und romanischer Kreuzgang mit Brunnenhaus.
- Kemperhof im Stadtteil Sayn,[22] Koblenz-Olper-Straße 39, seit 1870–1940 ehemalige Jacoby’sche Heil- und Pflegeanstalt für Nerven- und Gemütskranke, Gedenkstätte als Ort des Holocausts (1940–1942), auch Gräber auf dem Sayner Judenfriedhof
- Sayner Hütte: Gießhaus und Nebengebäude der preußischen Eisenhütte, 2007 nominiert für die Auszeichnung als Historisches Wahrzeichen der Ingenieurbaukunst in Deutschland,
- Umgebautes Arbeiterhaus aus dem 19. Jahrhundert im Stile von Friedensreich Hundertwasser im Stadtteil Bendorf
- Die größte Eierkrone der Welt hängt jährlich zur Kirmes (Patronatsfest des hl. Medardus) am zweiten Sonntag nach Pfingsten auf dem Kirchplatz
- Großer Weihnachtsmarkt

## Wirtschaft und Infrastruktur

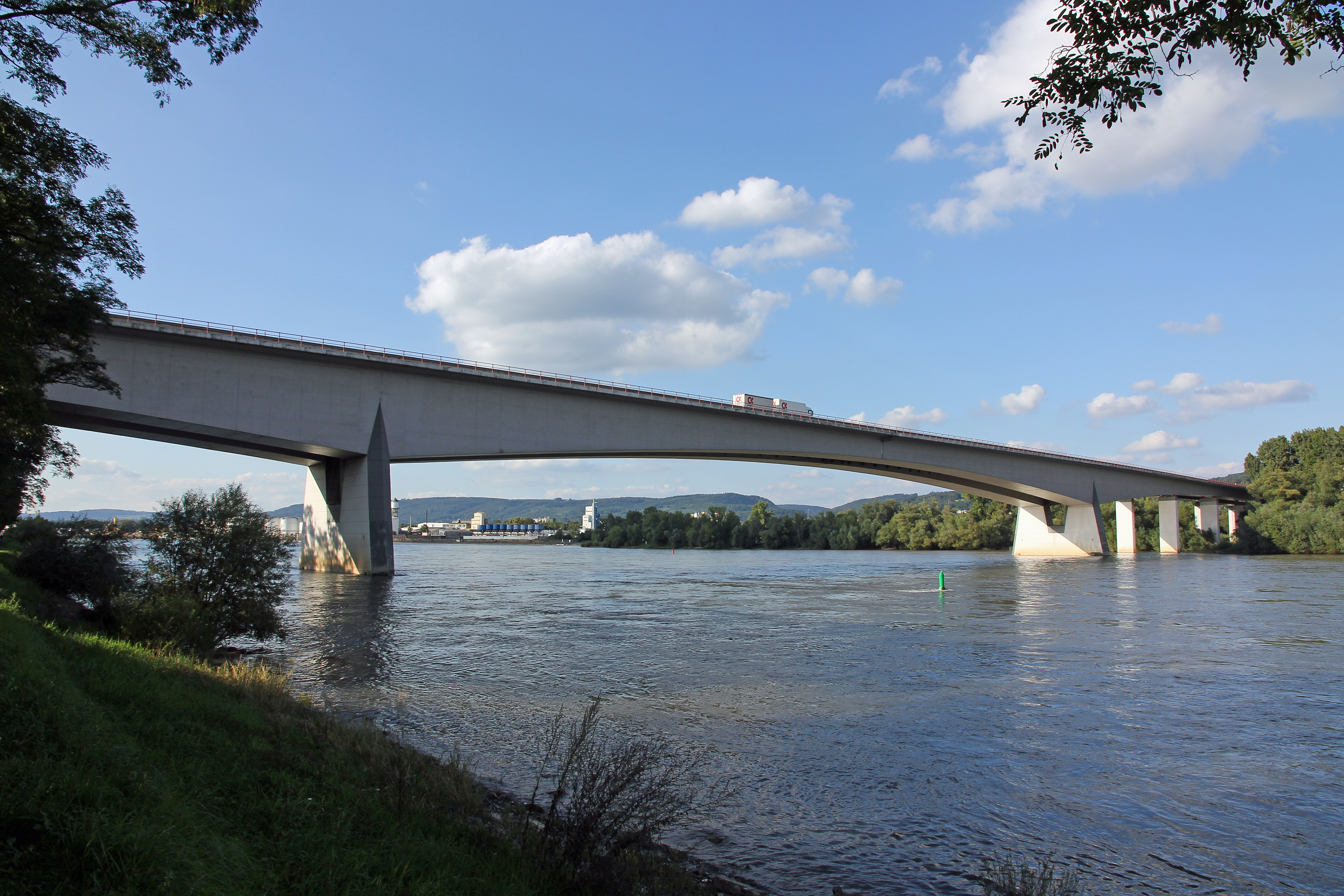
Bendorfer Brücke mit dem Rheinhafen dahinter

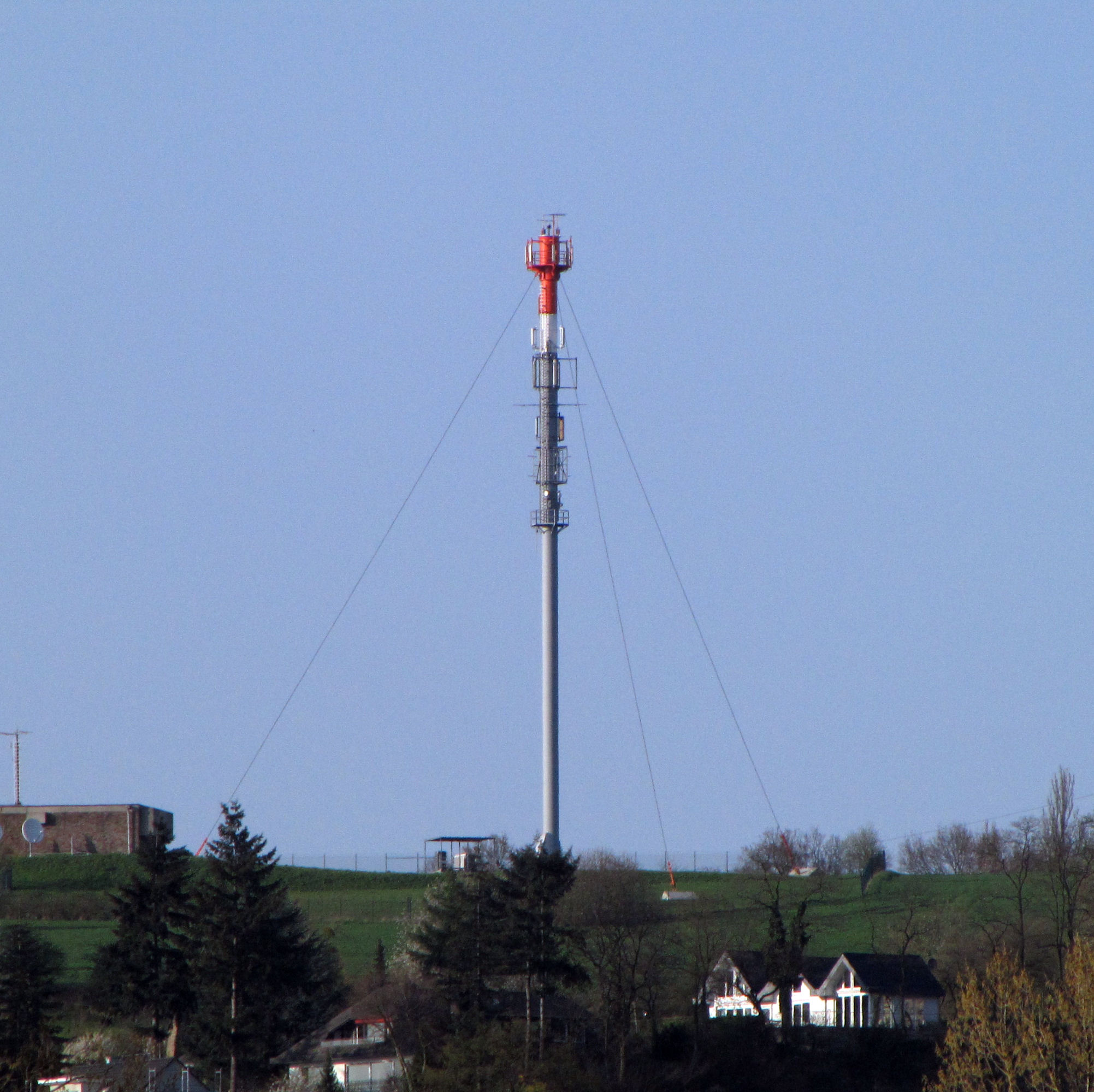
Sender Bendorf-Vierwindenhöhe

Seit dem 18. Jahrhundert war Bendorf geprägt vom Bergbau und dem Hüttenwesen. Das imposanteste Relikt aus dieser Zeit ist die Sayner Hütte. Die Erze für die Bendorfer Hütten kamen von der Brauneisensteingrube Trierische Loh. Der Rheinhafen Bendorf stammt aus dem Jahre 1900. Neben dem Umschlag von Ton und Basalt beherbergt der Hafen das größte Mineralöllager zwischen Mainz und Köln. Die Firma Oiltanking betreibt in Bendorf 22 Tanks mit einem Gesamtvolumen von über 150.000 Kubikmetern.
Heute beherbergt die einstige Industriestadt viele Einzelhandelsgeschäfte.
Die Werbegemeinschaft Blickpunkt Bendorf ist ein Zusammenschluss von Gewerbetreibenden der Stadt Bendorf, welche sich die Standortförderung zum Ziel gesetzt hat.
Der Verlag an der Isenburg ist im Ort ansässig.
Auf der Vierwindenhöhe befindet sich der Sender Bendorf-Vierwindenhöhe für UKW-Radio.

### Verkehr
- Bendorf verfügt über einen Anschluss an die Bundesautobahn 48 sowie an die Bundesstraße 42 und an die Bundesstraße 413.
- Zusätzlich gibt es Busverbindungen nach Koblenz, Neuwied, Höhr-Grenzhausen, Dierdorf und Montabaur.
- Im Rahmen einer landesweiten Stationsoffensive soll ein Bahnhaltepunkt für Bendorf an der rechten Rheinstrecke am Bahnübergang Rheinstraße errichtet werden. Die Baukosten werden auf 1,5 Millionen Euro geschätzt.[24]

Bahnhof Bendorf 
Der Bahnhof Bendorf (Rhein) liegt an der Bahnstrecke Engers–Au (Brexbachtalbahn/Holzbachtalbahn). Er wurde zusammen mit der Bahnstrecke im Jahre 1884 in Betrieb genommenen. Der Personenverkehr wurde 1989, der Güterverkehr 1994 eingestellt.
An der durch die Eifelbahn im touristischen Sonderverkehr bedienten Bahnstrecke Engers–Siershahn liegen die Stationen Bendorf, Kletterwald und Pfadfinderlager.

### Radwanderwege
- Durch Bendorf und seinen Ortsteil Sayn führt der Deutsche Limes-Radweg. Dieser  folgt dem Obergermanisch-Raetischen Limes über 818 km von Bad Hönningen am Rhein nach Regensburg an der Donau.
- Am Rheinufer verläuft der Rhein-Radweg, der durch fünf Staaten vom Quellgebiet des Rheins in den Schweizer Alpen am Oberalppass bis zur Mündung bei Rotterdam führt.

### Bildung
- Wilhelm-Remy-Gymnasium, Staatliches Gymnasium mit Integration körperbehinderter Schüler, Träger: Landkreis Mayen-Koblenz
- Karl-Fries-Schule, Realschule plus, Träger: Landkreis Mayen-Koblenz
- Medardus-Schule, Grundschule für den Stadtteil Bendorf
- Bodelschwingh-Schule, Grundschule für die Stadtteile Sayn und Mülhofen, Schwerpunktschule mit erweitertem pädagogischen Auftrag zur Inklusion von beeinträchtigten Kindern
- Grundschule Stromberg, Grundschule für den Stadtteil Stromberg, Träger: Stadt Bendorf
- Theodor-Heuss-Schule, Förderschule mit dem Förderschwerpunkt Lernen, Träger: Landkreis Mayen-Koblenz
- Volkshochschule Bendorf, Träger: Stadt Bendorf

### Vereine
In Bendorf gibt es Vereine in den Bereichen Sport, Musik und Gesang, Karneval und Brauchtum, Hobby und Freizeit sowie Fördervereine.
Darunter fällt z. B. die Kirmes- und Karnevalsgesellschaft (KuK), die in Zusammenarbeit mit der Bendorfer Narrenzunft den Karneval in Bendorf organisiert, aber auch die TS Bendorf, die sowohl Turnen, Kampfsport und Leichtathletik, als auch Handball anbietet. Nach dem Aufstieg in der Saison 2011/2012 spielt die erste Herrenmannschaft ab der Saison 2012/2013 in der Rheinlandliga des Handballverbandes Rheinland. Zusätzlich organisiert die KuK Bendorf die alljährliche Kirmes in Bendorf.
Des Weiteren besteht neben verschiedenen Löschzügen der Freiwilligen Feuerwehr auch ein Ortsverband der Bundesanstalt Technisches Hilfswerk.

## Persönlichkeiten
- Wilhelm Remy (1702–1761), Kaufmann und Montanunternehmer
- Ferdinand Remy (1788–1848), Kommerzienrat und Eisenwerkbesitzer
- Ernst Friedrich Althans (1828–1899), geboren im Ortsteil Sayn, preußischer geheimer Bergrat
- Albrecht Erlenmeyer (1849–1926), Psychiater
- Gustav Braubach (1854–1946), Hochofenchef der Concordiahütte; war vor dem Ersten Weltkrieg Besitzer der Rothen Mühle (Sayn)
- Karl Brosius (1855–1920), preußischer Generalleutnant
- Carl Ferdinand Mischke (1856–1926), Ingenieur und Mitglied des Preußischen Abgeordnetenhauses
- Richard Remy (1859–1919), Bergwerksdirektor in Schlesien, MdHH
- Theodor Wiegand (1864–1936), Archäologe
- Hermann Junker (1877–1962), Ägyptologe und katholischer Priester
- Erik Reger (eigentlich Hermann Dannenberger) (1893–1954), Schriftsteller, Träger des Kleist-Preises
- Georg Bauer (1900–1983), Politiker (SPD), MdL Rheinland-Pfalz; Ehrenbürger der Stadt Bendorf
- Elfriede Balzar-Kopp (1904–1983), Keramikerin und Kunsthandwerkerin
- Josef Casper (1906–1951), Gelehrter und Autor
- Carl-Gideon von Claer (1912–1996), Offizier und Redakteur des Spiegel
- Alfred Schöneberg (1921–2006), SS-Unterscharführer
- Hildegard Ramdohr (1925–2023), Ehrenbürgerin von Aschersleben für dessen historische Bausubstanz sie sich eingesetzt hat
- Karl Haehser (1928–2012), Politiker (SPD)
- Hans Werner Kettenbach, Pseudonym: Christian Ohlig (1928–2018), Journalist, Schriftsteller und Drehbuchautor
- Manfred Backerra (* 1936), Oberst
- Hans Müller (* 1949), Politiker (SPD), Mitglied im schleswig-holsteinischen Landtag 2005–2012
- Birgit Wöllert (* 1950), Politikerin (Die Linke)
- Franz Schultheis (* 1953), Soziologe, Professor in St. Gallen (Schweiz)
- Werner Jakob Stüber (* 1952), Kulturwissenschaftler, Professor, Hochschulrektor; staatliche internationale Hochschulentwicklung, lebte in Asien, Afrika, Naher Osten
- Manfred Pohlmann (* 1955), Liedermacher
- Andreas Meitzner (* 1956), Diplomat, Botschafter der Bundesrepublik Deutschland im Königreich Dänemark
- Rainer Neutzling (* 1959), Journalist, Autor und Soziologe
- Roger Schmidt (* 1959), Karikaturist und Cartoonist
- Sebastian Linnerz (* 1959), Grafikdesigner
- Dirk Henn (* 1960), Spieleautor und -verleger
- Jörg Michael Peters (* 1960), Trierer Weihbischof; von 1987 bis 1990 Kaplan in Bendorf (St. Medard) und Weitersburg (St. Marien)
- Roland Bernecker (* 1961), Generalsekretär der Deutschen UNESCO-Kommission (seit 2004)
- Dirk Höfer (* 1961), Humanbiologe und Hochschullehrer
- Georg Klein (* 1961), Brigadegeneral des Heeres der Bundeswehr
- Helmut Dieser (* 1962), Bischof von Aachen
- Miriam Kilali (* 1965), bildende Künstlerin
- Eduard Werner (* 1966), Slawist
- Jutta Nardenbach (1968–2018), Fußballspielerin
- Alexander Müller (* 1969), Politiker (FDP), Mitglied des Bundestages
- Joachim Paul (* 1970), Politiker (AfD), Mitglied des Landtags von Rheinland-Pfalz
- Martin Ramm FSSP (* 1971), römisch-katholischer Priester der Priesterbruderschaft St. Petrus
- Jan Oster (* 1978), Jurist
- Jennifer Groß (* 1986), Politikerin (CDU)
- Stefan Haben (* 1987), Fußballspieler